# La Herradura, Xonacatlan
La Herradura är en ort i Mexiko.   Den ligger i kommunen Xonacatlán och delstaten Mexiko, i den sydöstra delen av landet, 40 km väster om huvudstaden Mexico City. La Herradura ligger 2 674 meter över havet och antalet invånare är 529.
Terrängen runt La Herradura är kuperad åt nordost, men åt sydväst är den platt. Runt La Herradura är det tätbefolkat, med 570 invånare per kvadratkilometer. Närmaste större samhälle är Huixquilucan, 14,7 km öster om La Herradura. I omgivningarna runt La Herradura växer huvudsakligen savannskog.